# Ribas (paroisse civile)
Pour les articles homonymes, voir Ribas.
Ribas est l'une des huit paroisses civiles de la municipalité d'Acevedo dans l'État de Miranda au Venezuela. Sa capitale est Tapipa. En 2011, sa population s'élève à 8 500 habitants.

## Géographie

### Démographie
Hormis sa capitale Tapipa, la paroisse civile possède plusieurs localités :
- Caño Mendez
- El Oro
- El Peñón
- El Pilar
- Tapipa
- Tapipa Grande